# Michele Protano
Michele Protano (Vieste, 3 ottobre 1927 – Foggia, 21 ottobre 2007) è stato un politico italiano, presidente della Provincia di Foggia dal 1981 al 1990.
Medico chirurgo, socialista, già assessore provinciale, consigliere comunale a Vieste, consigliere comunale e vicesindaco a Foggia, è stato presidente della Provincia di Foggia (dal 1981 al 1990).